# Statistiche e record di Iga Świątek
| Finali in carriera |                   |       |       |     |        |
| Specialità | Categoria         | Vinte | Perse | Tot | V %    |
| Singolare | Grande Slam       | 6     | 0     | 6   | 100%   |
| Singolare | Olimpiadi estive  | 0     | 0     | –   | –      |
| Singolare | WTA Finals        | 1     | 0     | 1   | 100%   |
| Singolare | WTA 1000[1]       | 11    | 2     | 13  | 84.62% |
| Singolare | WTA 500 & Tour[2] | 5     | 2     | 7   | 71.43% |
| Singolare | WTA 250 & Tour[2] | 1     | 1     | 2   | 50%    |
| Singolare | Totale            | 24    | 5     | 29  | 82.76% |
| Doppio | Grande Slam       | 0     | 1     | 1   | 0%     |
| Doppio | Olimpiadi estive  | –     | –     | –   | –      |
| Doppio | WTA Finals        | –     | –     | –   | –      |
| Doppio | WTA 1000[1]       | –     | –     | –   | –      |
| Doppio | WTA 500 & Tour[2] | 0     | 0     | 0   | 0%     |
| Doppio | Totale            | 0     | 1     | 1   | 0%     |
| 1 I tornei WTA 1000 dal 2009 al 2020 erano suddivisi in Premier Mandatory e Premier 5. 2 I tornei WTA 500, 250, 125 dal 2009 al 2020 erano suddivisi in Premier, International e WTA 125s. |                   |       |       |     |        |

In questa pagina sono riportare le statistiche e i record realizzati da Iga Świątek durante la sua carriera tennistica.

## Statistiche WTA

### Singolare

#### Vittorie (24)
| Legenda              |
| -------------------- |
| Grande Slam (6)      |
| Ori Olimpici (0)     |
| WTA Finals (1)       |
| WTA Elite Trophy (0) |
| Dal 2021             |
| WTA 1000 (11)        |
| WTA 500 (5)          |
| WTA 250 (1)          |

| N.  | Data              | Torneo                              | Superficie      | Avversaria in finale | Punteggio        |
| 1.  | 10 ottobre 2020   | Open di Francia, Parigi             | Terra rossa     | Sofia Kenin          | 6–4, 6–1         |
| 2.  | 27 febbraio 2021  | Adelaide International, Adelaide    | Cemento         | Belinda Bencic       | 6–2, 6–2         |
| 3.  | 16 maggio 2021    | Internazionali d'Italia, Roma       | Terra rossa     | Karolína Plíšková    | 6–0, 6–0         |
| 4.  | 26 febbraio 2022  | Qatar Ladies Open, Doha             | Cemento         | Anett Kontaveit      | 6–2, 6–0         |
| 5.  | 20 marzo 2022     | Indian Wells Open, Indian Wells     | Cemento         | Maria Sakkarī        | 6–4, 6–1         |
| 6.  | 2 aprile 2022     | Miami Open, Miami                   | Cemento         | Naomi Ōsaka          | 6–4, 6–0         |
| 7.  | 24 aprile 2022    | Stuttgart Open, Stoccarda           | Terra rossa (i) | 🇧🇾 Aryna Sabalenka   | 6–2, 6–2         |
| 8.  | 15 maggio 2022    | Internazionali d'Italia, Roma (2)   | Terra rossa     | Ons Jabeur           | 6–2, 6–2         |
| 9.  | 4 giugno 2022     | Open di Francia, Parigi (2)         | Terra rossa     | Cori Gauff           | 6–1, 6–3         |
| 10. | 10 settembre 2022 | US Open, New York                   | Cemento         | Ons Jabeur           | 6–2, 7–6(5)      |
| 11. | 16 ottobre 2022   | San Diego Open, San Diego           | Cemento         | Donna Vekić          | 6–3, 3–6, 6–0    |
| 12. | 18 febbraio 2023  | Qatar Ladies Open, Doha (2)         | Cemento         | Jessica Pegula       | 6–3, 6–0         |
| 13. | 23 aprile 2023    | Stuttgart Open, Stoccarda (2)       | Terra rossa (i) | Aryna Sabalenka      | 6–3, 6–4         |
| 14. | 10 giugno 2023    | Open di Francia, Parigi (3)         | Terra rossa     | Karolína Muchová     | 6–2, 5–7, 6-4    |
| 15. | 30 luglio 2023    | Poland Open, Varsavia               | Cemento         | Laura Siegemund      | 6–0, 6–1         |
| 16. | 8 ottobre 2023    | China Open, Pechino                 | Cemento         | Ljudmila Samsonova   | 6–2, 6–2         |
| 17. | 6 novembre 2023   | WTA Finals, Cancún                  | Cemento         | Jessica Pegula       | 6–1, 6–0         |
| 18. | 17 febbraio 2024  | Qatar Ladies Open, Doha (3)         | Cemento         | Elena Rybakina       | 7–6(8), 6–2      |
| 19. | 17 marzo 2024     | Indian Wells Open, Indian Wells (2) | Cemento         | Maria Sakkarī        | 6–4, 6–0         |
| 20. | 4 maggio 2024     | Madrid Open, Madrid                 | Terra rossa     | Aryna Sabalenka      | 7-5, 4-6, 7-6(7) |
| 21. | 18 maggio 2024    | Internazionali d'Italia, Roma (3)   | Terra rossa     | Aryna Sabalenka      | 6–2, 6–3         |
| 22. | 8 giugno 2024     | Open di Francia, Parigi (4)         | Terra rossa     | Jasmine Paolini      | 6–2, 6-1         |
| 23. | 12 luglio 2025    | Torneo di Wimbledon, Londra         | Erba            | Amanda Anisimova     | 6–0, 6–0         |
| 24. | 18 agosto 2025    | Cincinnati Open, Cincinnati         | Cemento         | Jasmine Paolini      | 7–5, 6–4         |

#### Sconfitte (5)
| Legenda               | Legenda      |
| --------------------- | ------------ |
| Grande Slam (0)       |              |
| Argenti Olimpici (0)  |              |
| WTA Finals (0)        |              |
| WTA Elite Trophy (0)  |              |
| Dal 2009 al 2020      | Dal 2021     |
| Premier Mandatory (0) | WTA 1000 (2) |
| Premier 5 (0)         | WTA 1000 (2) |
| Premier (0)           | WTA 500 (2)  |
| International (1)     | WTA 250 (0)  |

| N. | Data             | Torneo                            | Superficie  | Avversaria in finale | Punteggio        |
| 1. | 14 aprile 2019   | Ladies Open Lugano, Lugano        | Terra rossa | Polona Hercog        | 3–6, 6–3, 3–6    |
| 2. | 9 ottobre 2022   | Ostrava Open, Ostrava             | Cemento (i) | Barbora Krejčíková   | 7–5, 6(4)–7, 3–6 |
| 3. | 25 febbraio 2023 | Dubai Tennis Championships, Dubai | Cemento     | Barbora Krejčíková   | 4–6, 2–6         |
| 4. | 6 maggio 2023    | Madrid Open, Madrid               | Terra rossa | Aryna Sabalenka      | 3–6, 6–3, 3–6    |
| 5. | 28 giugno 2025   | Bad Homburg Open, Bad Homburg     | Erba        | Jessica Pegula       | 4–6, 5–7         |

### Doppio

#### Sconfitte (1)
| Legenda              |
| -------------------- |
| Grande Slam (1)      |
| Argenti Olimpici (0) |
| WTA Finals (0)       |
| WTA Elite Trophy (0) |
| Dal 2021             |
| WTA 1000 (0)         |
| WTA 500 (0)          |
| WTA 250 (0)          |

| N. | Data           | Torneo                  | Superficie  | Compagna              | Avversarie in finale                  | Punteggio |
| 1. | 13 giugno 2021 | Open di Francia, Parigi | Terra rossa | Bethanie Mattek-Sands | Barbora Krejčíková Kateřina Siniaková | 4–6, 2–6  |

## Statistiche ITF

### Singolare

#### Vittorie (7)
| Torneo $100.000 (0) |
| Torneo $80.000 (0)  |
| Torneo $75.000 (0)  |
| Torneo $60.000 (2)  |
| Torneo $50.000 (0)  |
| Torneo $25.000 (1)  |
| Torneo $15.000 (3)  |
| Torneo $10.000 (1)  |

| N. | Data              | Torneo                                                          | Superficie      | Avversaria in finale | Punteggio     |
| 1. | 30 ottobre 2016   | Stockholm Ladies, Stoccolma                                     | Cemento (i)     | Laura Ioana Paar     | 6–4, 6–3      |
| 2. | 18 febbraio 2017  | Internazionali di Bergamo, Bergamo                              | Terra rossa (i) | Martina Di Giuseppe  | 6–4, 3–6, 6–3 |
| 3. | 7 maggio 2017     | ITF Womens Circuit Győr, Győr                                   | Terra rossa     | Gabriela Horáčková   | 6–2, 6–2      |
| 4. | 25 febbraio 2018  | Jolie Ville Golf Women's, Sharm el-Sheikh                       | Cemento         | Britt Geukens        | 6–3, 6–1      |
| 5. | 15 aprile 2018    | Pelham Racquet Club Women's $25K Pro Circuit Challenger, Pelham | Terra verde     | Allie Kiick          | 6–2, 6–0      |
| 6. | 1º settembre 2018 | NEK Ladies Open, Budapest                                       | Terra rossa     | Katarina Zavatska    | 6–2, 6–2      |
| 7. | 9 settembre 2018  | Montreux Ladies Open, Montreux                                  | Terra rossa     | Kimberley Zimmermann | 6–2, 6–2      |

### Doppio

#### Sconfitte (1)
| Torneo $100.000 (0) |
| Torneo $80.000 (0)  |
| Torneo $75.000 (0)  |
| Torneo $60.000 (0)  |
| Torneo $50.000 (0)  |
| Torneo $25.000 (0)  |
| Torneo $15.000 (1)  |
| Torneo $10.000 (0)  |

| N. | Data             | Torneo                                    | Superficie | Compagna         | Avversarie in finale            | Punteggio |
| 1. | 17 febbraio 2018 | Jolie Ville Golf Women's, Sharm el-Sheikh | Cemento    | Constanze Stepan | Anna Morgina Valerija Solov'ëva | 4–6, 2–6  |

## Competizioni a squadre

### Sconfitte (2)
| N. | Data           | Torneo             | Superficie | Compagni                                                                     | Avversari in finale                                                                             | Punteggio |
| 1. | 7 gennaio 2024 | United Cup, Sydney | Cemento    | Katarzyna Kawa Katarzyna Piter Hubert Hurkacz Daniel Michalski Jan Zieliński | Angelique Kerber Tatjana Maria Laura Siegemund Alexander Zverev Maximilian Marterer Kai Wehnelt | 1-2       |
| 2. | 5 gennaio 2025 | United Cup, Sydney | Cemento    | Maja Chwalińska Alicja Rosolska Hubert Hurkacz Kamil Majchrzak Jan Zieliński | Coco Gauff Danielle Collins Desirae Krawczyk Taylor Fritz Denis Kudla Robert Galloway           | 0-2       |

## Grand Slam Junior

### Singolare

#### Vittorie (1)
| Tornei del Grande Slam  |
| ----------------------- |
| Australian Open (0)     |
| Open di Francia (0)     |
| Torneo di Wimbledon (1) |
| US Open (0)             |

| N. | Data           | Torneo                      | Superficie | Avversario in finale | Punteggio |
| 1. | 14 luglio 2018 | Torneo di Wimbledon, Londra | Erba       | Leonie Küng          | 6–4, 6–2  |

### Doppio

#### Vittorie (1)
| Tornei del Grande Slam  |
| ----------------------- |
| Australian Open (0)     |
| Open di Francia (1)     |
| Torneo di Wimbledon (0) |
| US Open (0)             |

| N. | Data           | Torneo                  | Superficie  | Compagna     | Avversario in finale | Punteggio |
| 1. | 12 giugno 2018 | Open di Francia, Parigi | Terra rossa | Caty McNally | Yuki Naito Naho Sato | 6–2, 7–5  |

#### Sconfitte (1)
| Tornei del Grande Slam  |
| ----------------------- |
| Australian Open (1)     |
| Open di Francia (0)     |
| Torneo di Wimbledon (0) |
| US Open (0)             |

| N. | Data            | Torneo                     | Superficie | Compagna        | Avversario in finale              | Punteggio   |
| 1. | 28 gennaio 2017 | Australian Open, Melbourne | Cemento    | Maja Chwalińska | Bianca Andreescu Carson Branstine | 1–6, 6(4)–7 |

## Risultati in progressione

### Singolare
Per statistiche ufficiali WTA le partite iniziate ma finite per ritiro non sono contate, in questa tabella sono contate mentre i walkover non sono contati.
Nel conteggio dei tornei quelli delle nazionali non sono contati mentre nel conteggio delle partite lo sono.
Aggiornato dopo il Torneo di Wimbledon 2025
| Tornei del Grande Slam |               |               |               |               |               |               |               |               |             |             |             |
| Australian Open        | A             | 2T            | 4T            | 4T            | SF            | 4T            | 3T            | SF            | 0 / 7       | 22–7        | 76%         |
| Open di Francia        | A             | 4T            | V             | QF            | V             | V             | V             | SF            | 4 / 7       | 40–3        | 93%         |
| Wimbledon              | A             | 1T            | ND            | 4T            | 3T            | QF            | 3T            | V             | 1 / 6       | 18–5        | 78%         |
| US Open                | A             | 2T            | 3T            | 4T            | V             | 4T            | QF            |               | 1 / 6       | 20–5        | 80%         |
| Vittorie–Sconfitte     | 0-0           | 5–4           | 12–2          | 13–4          | 21–2          | 17–3          | 15–3          | 17-2          | 6 / 26      | 100–20      | 83%         |
| Nazionale              |               |               |               |               |               |               |               |               |             |             |             |
| Giochi olimpici        | Non disputati | Non disputati | Non disputati | 2T            | Non disputati | Non disputati | SF            | ND            | 0 / 2       | 6–2         | 75%         |
| BJK Cup                | Z1            | Z1            | PO            | PO            | RR            | A             | SF            |               | 0 / 2       | 12–2        | 86%         |
| United Cup             | Non disputati | Non disputati | Non disputati | Non disputati | Non disputati | SF            | F             | F             | 0 / 3       | 12–2        | 86%         |
| Vittorie–Sconfitte     | 1-0           | 1–2           | 3–0           | 1–1           | 2–0           | 3–1           | 15–1          | 4-1           | 0 / 7       | 30–6        | 83%         |
| Tornei di fine anno    |               |               |               |               |               |               |               |               |             |             |             |
| WTA Finals             | NQ            | NQ            | ND            | RR            | SF            | V             | RR            |               | 1 / 4       | 11–4        | 73%         |
| Vittorie–Sconfitte     | 0-0           | 0–0           | 0–0           | 1–2           | 3–1           | 5–0           | 2–1           |               | 1 / 4       | 11–4        | 73%         |
| WTA 1000               |               |               |               |               |               |               |               |               |             |             |             |
| Doha                   | A             | 500           | 2T            | 500           | V             | 500           | V             | SF            | 2 / 4       | 13–2        | 87%         |
| Dubai                  | 500           | A             | 500           | 3T            | 500           | F             | SF            | QF            | 0 / 4       | 9–4         | 69%         |
| Indian Wells           | A             | Q2            | ND            | 4T            | V             | SF            | V             | SF            | 2 / 5       | 22–3        | 88%         |
| Miami                  | A             | Q2            | ND            | 3T            | V             | A             | 4T            | QF            | 1 / 4       | 12–3        | 80%         |
| Madrid                 | A             | A             | ND            | 3T            | A             | F             | V             | SF            | 1 / 4       | 17–3        | 85%         |
| Roma                   | A             | A             | 1T            | V             | V             | QF            | V             | 3T            | 3 / 6       | 21–3        | 88%         |
| Montréal / Toronto     | A             | 3T            | ND            | A             | 3T            | SF            | A             |               | 0 / 3       | 6–3         | 67%         |
| Cincinnati             | A             | 2T            | 1T            | 2T            | 3T            | SF            | SF            |               | 0 / 6       | 8-6         | 57%         |
| Wuhan                  | A             | A             | Non disputato | Non disputato | Non disputato | Non disputato | A             |               | 0 / 0       | 0–0         | –           |
| Pechino                | A             | A             | Non disputato | Non disputato | Non disputato | V             | A             |               | 1 / 1       | 6–0         | 100%        |
| Vittorie–Sconfitte     | 0-0           | 3–2           | 1–3           | 12–5          | 24–2          | 27–6          | 30–3          | 17-6          | 10 / 37     | 114–27      | 81%         |
| WTA 500                |               |               |               |               |               |               |               |               |             |             |             |
| Melbourne 2            | Non disputato | Non disputato | Non disputato | 3T            | Non disputato | Non disputato | Non disputato | Non disputato | 0 / 1       | 1–1         | 50%         |
| Adelaide               | Non disputato | Non disputato | A             | V             | SF            | A             | A             | A             | 1 / 2       | 8–1         | 89%         |
| Doha                   | 1000          | A             | 1000          | A             | 1000          | V             | WTA 1000      | WTA 1000      | 1 / 1       | 3–0         | 100%        |
| Dubai                  | A             | 1000          | A             | 1000          | 2T            | WTA 1000      | WTA 1000      | WTA 1000      | 0 / 1       | 1–1         | 50%         |
| Stoccarda              | A             | A             | ND            | A             | V             | V             | SF            | QF            | 2 / 4       | 11–2        | 85%         |
| Birmingham             | A             | 1T            | ND            | WTA 250       | WTA 250       | WTA 250       | WTA 250       | WTA 250       | 0 / 1       | 0–1         | 0%          |
| Eastbourne             | A             | Q1            | ND            | 2T            | A             | A             | A             | A             | 0 / 1       | 1–1         | 50%         |
| San Diego              | Non disputato | Non disputato | Non disputato | Non disputato | V             | A             | A             | ND            | 1 / 1       | 4–0         | 100%        |
| Tokyo                  | A             | A             | Non disputato | Non disputato | A             | QF            | A             |               | 0 / 1       | 1–1         | 50%         |
| Ostrava                | Non disputato | Non disputato | A             | SF            | F             | Non disputato | Non disputato | Non disputato | 0 / 2       | 5–2         | 71%         |
| Vittorie–Sconfitte     | 0-0           | 0–1           | 0–0           | 9–3           | 15–3          | 8–1           | 2–1           | 1-1           | 5 / 15      | 35–10       | 78%         |
| WTA 250                |               |               |               |               |               |               |               |               |             |             |             |
| Auckland               | A             | Q3            | A             | Non disputato | Non disputato | A             | A             | A             | 0 / 0       | 0–0         | –           |
| Budapest               | A             | 2T            | Non disputato | Non disputato | Non disputato | Non disputato | Non disputato | Non disputato | 0 / 1       | 1–1         | 50%         |
| Lugano                 | A             | F             | Non disputato | Non disputato | Non disputato | Non disputato | Non disputato | Non disputato | 0 / 1       | 4–1         | 80%         |
| Bad Homburg            | Non disputato | Non disputato | Non disputato | A             | A             | SF            | WTA 500       | WTA 500       | 0 / 1       | 3–0         | 100%        |
| Praga                  | A             | 1T            | A             | A             | A             | A             | A             |               | 0 / 1       | 0–1         | 0%          |
| Washington             | A             | 2T            | Non disputato | Non disputato | A             | WTA 500       | WTA 500       | WTA 500       | 0 / 1       | 1–1         | 50%         |
| Varsavia               | Non disputato | Non disputato | Non disputato | A             | QF            | V             | Non disputato | Non disputato | 1 / 2       | 7–1         | 88%         |
| Vittorie–Sconfitte     | 0-0           | 6–4           | 0–0           | 0–0           | 2–1           | 8–0           | 0–0           |               | 1 / 7       | 16–5        | 76%         |
| Carriera               |               |               |               |               |               |               |               |               |             |             |             |
|                        | 2018          | 2019          | 2020          | 2021          | 2022          | 2023          | 2024          | 2025          | Totale      | Totale      | Totale      |
| Tornei WTA giocati     | 0             | 11            | 6             | 15            | 17            | 17            | 13            | 10            | 89          | 89          | 89          |
| Titoli WTA             | 0             | 0             | 1             | 2             | 8             | 6             | 5             | 1             | 23          | 23          | 23          |
| Finali WTA             | 0             | 1             | 1             | 2             | 9             | 8             | 5             | 1             | 27          | 27          | 27          |
| Cemento V–S            | 1-0           | 8–8           | 9–4           | 20–11         | 47–7          | 42–8          | 36-6          | 21-6          | 12 / 58     | 184–50      | 79%         |
| Terra V–S              | 0-0           | 7–3           | 7-1           | 12–2          | 18–1          | 19–2          | 26–2          | 11-4          | 10 / 24     | 100–15      | 87%         |
| Erba V–S               | 0-0           | 0–2           | ND            | 4–2           | 2–1           | 7–1           | 2–1           | 7-0           | 1 / 9       | 22–7        | 76%         |
| Totale V–S             | 1–0           | 15–13         | 16–5          | 36–15         | 67–9          | 68–11         | 64–9          | 39–10         | 306–72      | 306–72      | 306–72      |
| Vittorie %             | 100%          | 54%           | 76%           | 71%           | 88%           | 86%           | 88%           | 80%           | 80.95%      | 80.95%      | 80.95%      |
| Ranking di fine anno   | 175           | 61            | 17            | 9             | 1             | 1             | 2             |               | $32,106,991 | $32,106,991 | $32,106,991 |

### Doppio
Aggiornato a fine US Open 2023 
| Tornei del Grande Slam |               |               |               |               |               |        |      |      |
| Australian Open        | A             | A             | A             | A             | A             | 0 / 0  | 0–0  | –    |
| Open di Francia        | A             | SF            | F             | A             | A             | 0 / 2  | 10–2 | 83%  |
| Wimbledon              | A             | ND            | A             | A             | A             | 0 / 0  | 0–0  | –    |
| US Open                | 2T            | A             | A             | A             | A             | 0 / 1  | 1–1  | 50%  |
| Vittorie–Sconfitte     | 1–1           | 4–1           | 5–1           | 0–0           | 0–0           | 0 / 3  | 10–3 | 77%  |
| Giochi olimpici        |               |               |               |               |               |        |      |      |
| Giochi olimpici        | Non disputati | Non disputati | A             | Non disputati | Non disputati | 0 / 0  | 0–0  | –    |
| WTA 1000               |               |               |               |               |               |        |      |      |
| Doha / Dubai           | A             | A             | A             | A             | A             | 0 / 0  | 0–0  | –    |
| Indian Wells           | A             | ND            | 2T            | A             | A             | 0 / 1  | 1–1  | 50%  |
| Miami                  | A             | ND            | SF            | A             | A             | 0 / 1  | 3–1  | 75%  |
| Madrid                 | A             | ND            | 2T            | A             | A             | 0 / 1  | 1–1  | 50%  |
| Roma                   | A             | A             | A             | A             | A             | 0 / 0  | 0–0  | –    |
| Montréal / Toronto     | A             | ND            | A             | A             | A             | 0 / 0  | 0–0  | –    |
| Cincinnati             | A             | SF            | QF            | A             | A             | 0 / 2  | 5–2  | 71%  |
| Wuhan                  | A             | Non disputato | Non disputato | Non disputato | Non disputato | 0 / 0  | 0–0  | –    |
| Pechino                | A             | Non disputato | Non disputato | Non disputato | A             | 0 / 0  | 0–0  | –    |
| Carriera               |               |               |               |               |               |        |      |      |
|                        | 2019          | 2020          | 2021          | 2022          | 2023          | Titoli | V-S  | V %  |
| Tornei giocati         | 2             | 2             | 5             | 0             | 0             | 8      | 8    | 8    |
| Titoli                 | 0             | 0             | 0             | 0             | 0             | 0      | 0    | 0    |
| Finali                 | 0             | 0             | 1             | 0             | 0             | 1      | 1    | 1    |
| Totale V–S             | 2–2           | 7–2           | 12–5          | 0–0           | 0–0           | 21–9   | 21–9 | 21–9 |
| Vittorie %             | 50%           | 78%           | 71%           | –             | –             | 70%    | 70%  | 70%  |
| Ranking di fine anno   | 453           | 75            | 41            |               |               |        |      |      |

Note
1. 1 2 3 4 5  Il Dubai Tennis Championships e il Qatar Ladies Open di Doha fino al 2023 si scambiavano annualmente lo status tra evento WTA 500 ed evento WTA 1000.
2. ↑  Il torneo di Varsavia nel 2022 si è svolto su terra rossa.
3. ↑  Il conteggio non considera la United Cup come torneo giocato o eventualmente vinto.
4. ↑  Il conteggio si riferisce ai soli match a livello WTA e di nazionali, non si considerano qualificazioni e partite del circuito minore.

## Teste di serie nei Grandi Slam
In corsivo sono indicati gli Slam nei quali è stata finalista, mentre in grassetto quelli che ha vinto. 
| Anno  | Australian Open    | Open di Francia    | Wimbledon          | US Open            |
| ----- | ------------------ | ------------------ | ------------------ | ------------------ |
| 2019  | Non testa di serie | Non testa di serie | Non testa di serie | Non testa di serie |
| 20201 | Non testa di serie | Non testa di serie | Non disputato      | Non testa di serie |
| 2021  | 15a                | 8a                 | 7a                 | 7a                 |
| 2022  | 7a                 | 1a                 | 1a                 | 1a                 |
| 2023  | 1a                 | 1a                 | 1a                 | 1a                 |
| 2024  | 1a                 | 1a                 | 1a                 | 1a                 |
| 2024  | 2a                 | 5a                 | 8a                 |                    |

Note
- 1 La stagione 2020 è stata sospesa da marzo ad agosto a causa della Pandemia di COVID-19: Wimbledon non è stato disputato, mentre gli Open di Francia si sono tenuti dal 27 settembre al 10 ottobre.

## Vittorie contro giocatrici top 10
| Stagione | 2020 | 2021 | 2022 | 2023 | 2024 | 2025 | Totale |
| Vittorie | 2    | 3    | 15   | 13   | 11   | 8    | 52     |

| 2020 |                     |    |                                   |                 |    |                     |    |
| 1.   | Simona Halep        | 2  | Open di Francia, Parigi           | Terra rossa     | 4T | 6–1, 6–2            | 54 |
| 2.   | Sofia Kenin         | 6  | Open di Francia, Parigi           | Terra rossa     | F  | 6–4, 6–1            | 54 |
| 2021 |                     |    |                                   |                 |    |                     |    |
| 3.   | Elina Svitolina     | 6  | Internazionali d'Italia, Roma     | Terra rossa     | QF | 6–2, 7–5            | 15 |
| 4.   | Karolína Plíšková   | 9  | Internazionali d'Italia, Roma     | Terra rossa     | F  | 6–0, 6–0            | 15 |
| 5.   | Paula Badosa        | 10 | WTA Finals, Guadalajara           | Cemento         | RR | 7–5, 6–4            | 9  |
| 2022 |                     |    |                                   |                 |    |                     |    |
| 6.   | Aryna Sabalenka     | 2  | Qatar Ladies Open, Doha           | Cemento         | QF | 6–2, 6–3            | 8  |
| 7.   | Maria Sakkarī       | 6  | Qatar Ladies Open, Doha           | Cemento         | SF | 6–4, 6–3            | 8  |
| 8.   | Anett Kontaveit     | 7  | Qatar Ladies Open, Doha           | Cemento         | F  | 6–2, 6–0            | 8  |
| 9.   | Maria Sakkarī       | 6  | Indian Wells Open, Indian Wells   | Cemento         | F  | 6–4, 6–1            | 4  |
| 10.  | Aryna Sabalenka     | 4  | Stuttgart Open, Stoccarda         | Terra rossa (i) | F  | 6–2, 6–2            | 1  |
| 11.  | Aryna Sabalenka     | 8  | Internazionali d'Italia, Roma     | Terra rossa     | SF | 6–2, 6–1            | 1  |
| 12.  | Ons Jabeur          | 7  | Internazionali d'Italia, Roma     | Terra rossa     | F  | 6–2, 6–2            | 1  |
| 13.  | Jessica Pegula      | 8  | US Open, New York                 | Cemento         | QF | 6–3, 7–6(4)         | 1  |
| 14.  | Aryna Sabalenka     | 6  | US Open, New York                 | Cemento         | SF | 3–6, 6–1, 6–4       | 1  |
| 15.  | Ons Jabeur          | 5  | US Open, New York                 | Cemento         | F  | 6–2, 7–6(5)         | 1  |
| 16.  | Coco Gauff          | 8  | San Diego Open, San Diego         | Cemento         | QF | 6–0, 6–3            | 1  |
| 17.  | Jessica Pegula      | 6  | San Diego Open, San Diego         | Cemento         | SF | 4–6, 6–2, 6–2       | 1  |
| 18.  | Dar'ja Kasatkina    | 8  | WTA Finals, Fort Worth            | Cemento (i)     | RR | 6–2, 6–3            | 1  |
| 19.  | Caroline Garcia     | 6  | WTA Finals, Fort Worth            | Cemento (i)     | RR | 6–3, 6–2            | 1  |
| 20.  | Coco Gauff          | 4  | WTA Finals, Fort Worth            | Cemento (i)     | RR | 6–3, 6–0            | 1  |
| 2023 |                     |    |                                   |                 |    |                     |    |
| 21.  | Jessica Pegula      | 3  | Qatar Ladies Open, Doha           | Cemento         | F  | 6–3, 6–0            | 1  |
| 22.  | Coco Gauff          | 6  | Dubai Tennis Championships, Dubai | Cemento         | SF | 6–4, 6–2            | 1  |
| 23.  | Ons Jabeur          | 4  | Stuttgart Open, Stoccarda         | Terra rossa (i) | SF | 3–0, rit.           | 1  |
| 24.  | Aryna Sabalenka     | 2  | Stuttgart Open, Stoccarda         | Terra rossa (i) | F  | 6–3, 6–4            | 1  |
| 25.  | Coco Gauff          | 6  | Open di Francia, Parigi           | Terra rossa     | QF | 6–4, 6–2            | 1  |
| 26.  | Markéta Vondroušová | 10 | Cincinnati Open, Cincinnati       | Cemento         | QF | 7–6(3), 6–1         | 1  |
| 27.  | Caroline Garcia     | 10 | China Open, Pechino               | Cemento         | QF | 6(8)–7, 7–6(5), 6–1 | 2  |
| 28.  | Coco Gauff          | 3  | China Open, Pechino               | Cemento         | SF | 6–2, 6–3            | 2  |
| 29.  | Markéta Vondroušová | 6  | WTA Finals, Cancún                | Cemento         | RR | 7–6(3), 6–0         | 2  |
| 30.  | Coco Gauff          | 3  | WTA Finals, Cancún                | Cemento         | RR | 6–0, 7–5            | 2  |
| 31.  | Ons Jabeur          | 7  | WTA Finals, Cancún                | Cemento         | RR | 6–1, 6–2            | 2  |
| 32.  | Aryna Sabalenka     | 1  | WTA Finals, Cancún                | Cemento         | SF | 6–3, 6–2            | 2  |
| 33.  | Jessica Pegula      | 5  | WTA Finals, Cancún                | Cemento         | F  | 6–1, 6–0            | 2  |
| 2024 |                     |    |                                   |                 |    |                     |    |
| 34.  | Elena Rybakina      | 4  | Qatar Ladies Open, Doha           | Cemento         | F  | 7–6(8), 6–2         | 1  |
| 35.  | Zheng Qinwen        | 7  | Dubai Tennis Championships, Dubai | Cemento         | QF | 6–3, 6–2            | 1  |
| 36.  | Maria Sakkarī       | 9  | Indian Wells Open, Indian Wells   | Cemento         | F  | 6–4, 6–0            | 1  |
| 37.  | Aryna Sabalenka     | 2  | Madrid Open, Madrid               | Terra rossa     | F  | 7–5, 4–6, 7–6(7)    | 1  |
| 38.  | Coco Gauff          | 3  | Internazionali d'Italia, Roma     | Terra rossa     | SF | 6–4, 6–3            | 1  |
| 39.  | Aryna Sabalenka     | 2  | Internazionali d'Italia, Roma     | Terra rossa     | F  | 6–2, 6–3            | 1  |
| 40.  | Markéta Vondroušová | 6  | Open di Francia, Parigi           | Terra rossa     | QF | 6–0, 6–2            | 1  |
| 41.  | Coco Gauff          | 3  | Open di Francia, Parigi           | Terra rossa     | SF | 6–2, 6–4            | 1  |
| 42.  | Danielle Collins    | 9  | Giochi Olimpici, Parigi           | Terra rossa     | QF | 6–1, 2–6, 4–1 rit.  | 1  |
| 43.  | Dar'ja Kasatkina    | 9  | WTA Finals, Riad                  | Cemento         | RR | 6–1, 6–0            | 2  |
| 44.  | Jasmine Paolini     | 4  | Billie Jean King Cup, Malaga      | Cemento (i)     | SF | 3–6, 6–4, 6–4       | 2  |
| 2025 |                     |    |                                   |                 |    |                     |    |
| 45.  | Elena Rybakina      | 6  | United Cup, Sydney                | Cemento         | SF | 7–6(5), 6–4         | 2  |
| 46.  | Emma Navarro        | 8  | Australian Open, Melbourne        | Cemento         | QF | 6–1, 6–2            | 2  |
| 47.  | Elena Rybakina      | 7  | Qatar Ladies Open, Doha           | Cemento         | QF | 6–2, 7–5            | 2  |
| 48.  | Zheng Qinwen        | 9  | Indian Wells Open, Indian Wells   | Cemento         | QF | 6–3, 6–3            | 2  |
| 49.  | Madison Keys        | 5  | Madrid Open, Madrid               | Terra rossa     | QF | 0–6, 6–3, 6–2       | 2  |
| 50.  | Jasmine Paolini     | 4  | Bad Homburg Open, Bad Homburg     | Erba            | SF | 6–1, 6–3            | 8  |
| 51.  | Elena Rybakina      | 10 | Cincinnati Open, Cincinnati       | Cemento         | SF | 7–5, 6-3            | 3  |
| 52.  | Jasmine Paolini     | 9  | Cincinnati Open, Cincinnati       | Cemento         | F  | 7–5, 6-4            | 3  |

## Record personale di vittorie consecutive

### 2022: 37
Questa striscia positiva è la prima in classifica a partire dal 2000 e l'undicesima nella classifica all time, a pari merito con Martina Hingis (1997).
| #  | Evento                            | Data inizio      | Superficie  | Turno | Avversaria                     | Ranking |                  |
| -- | --------------------------------- | ---------------- | ----------- | ----- | ------------------------------ | ------- | ---------------- |
| -  | Dubai Tennis Championships, Dubai | 16 febbraio 2022 | Cemento     | 3T    | Jeļena Ostapenko               | 21      | 6–4, 1–6, 6(4)–7 |
| 1  | Qatar Ladies Open                 | 21 febbraio 2022 | Cemento     | 2T    | Viktorija Golubic              | 36      | 6–2, 3–6, 6–2    |
| 2  | Qatar Ladies Open                 | 21 febbraio 2022 | Cemento     | 3T    | Dar'ja Kasatkina               | 28      | 6–3, 6–0         |
| 3  | Qatar Ladies Open                 | 21 febbraio 2022 | Cemento     | QF    | Aryna Sabalenka (1)            | 2       | 6–2, 6–3         |
| 4  | Qatar Ladies Open                 | 21 febbraio 2022 | Cemento     | SF    | Maria Sakkari (6)              | 6       | 6–4, 6–3         |
| 5  | Qatar Ladies Open                 | 21 febbraio 2022 | Cemento     | F     | Anett Kontaveit (4)            | 7       | 6–2, 6–0         |
| 6  | Indian Wells Open                 | 7 marzo 2022     | Cemento     | 2T    | Anhelina Kalinina              | 50      | 5–7, 6–0, 6–1    |
| 7  | Indian Wells Open                 | 7 marzo 2022     | Cemento     | 3T    | Clara Tauson (29)              | 40      | 6(3)–7, 6–2, 6–1 |
| 8  | Indian Wells Open                 | 7 marzo 2022     | Cemento     | 4T    | Angelique Kerber (15)          | 16      | 4–6, 6–2, 6–3    |
| 9  | Indian Wells Open                 | 7 marzo 2022     | Cemento     | QF    | Madison Keys (25)              | 29      | 6–1, 6–0         |
| 10 | Indian Wells Open                 | 7 marzo 2022     | Cemento     | SF    | Simona Halep (24)              | 26      | 7–6(6), 6–4      |
| 11 | Indian Wells Open                 | 7 marzo 2022     | Cemento     | F     | Maria Sakkarī (6)              | 6       | 6–4, 6–1         |
| 12 | Miami Open                        | 21 marzo 2022    | Cemento     | 2T    | Viktorija Golubic              | 42      | 6–2, 6–0         |
| 13 | Miami Open                        | 21 marzo 2022    | Cemento     | 3T    | Madison Brengle                | 59      | 6–0, 6–3         |
| 14 | Miami Open                        | 21 marzo 2022    | Cemento     | 4T    | Cori Gauff (14)                | 17      | 6–3, 6–1         |
| 15 | Miami Open                        | 21 marzo 2022    | Cemento     | QF    | Petra Kvitová (28)             | 32      | 6–3, 6–3         |
| 16 | Miami Open                        | 21 marzo 2022    | Cemento     | SF    | Jessica Pegula (16)            | 21      | 6–2, 7–5         |
| 17 | Miami Open                        | 21 marzo 2022    | Cemento     | F     | Naomi Ōsaka                    | 77      | 6–4, 6–0         |
| 18 | Billie Jean King Cup              | 15 aprile 2022   | Cemento     | QR    | Mihaela Buzărnescu             | 123     | 6–1, 6–0         |
| 19 | Billie Jean King Cup              | 15 aprile 2022   | Cemento     | QR    | Andreea Prisăcariu             | 324     | 6–0, 6–0         |
| 20 | Porsche Tennis Grand Prix         | 18 aprile 2022   | Terra rossa | 2T    | Eva Lys (Q)                    | 342     | 6–1, 6–1         |
| 21 | Porsche Tennis Grand Prix         | 18 aprile 2022   | Terra rossa | QF    | Emma Raducanu (8)              | 12      | 6–4, 6–4         |
| 22 | Porsche Tennis Grand Prix         | 18 aprile 2022   | Terra rossa | SF    | Ljudmila Samsonova             | 31      | 6(4)–7, 6–4, 7–5 |
| 23 | Porsche Tennis Grand Prix         | 18 aprile 2022   | Terra rossa | F     | Aryna Sabalenka (3)            | 4       | 6–2, 6–2         |
| 24 | Internazionali d'Italia           | 9 maggio 2022    | Terra rossa | 2T    | Elena-Gabriela Ruse (LL)       | 57      | 6–3, 6–0         |
| 25 | Internazionali d'Italia           | 9 maggio 2022    | Terra rossa | 3T    | Viktoryja Azaranka (16)        | 16      | 6–4, 6–1         |
| 26 | Internazionali d'Italia           | 9 maggio 2022    | Terra rossa | QF    | Bianca Andreescu (PR)          | 90      | 7–6(2), 6–0      |
| 27 | Internazionali d'Italia           | 9 maggio 2022    | Terra rossa | SF    | Aryna Sabalenka (3)            | 8       | 6–2, 6–1         |
| 28 | Internazionali d'Italia           | 9 maggio 2022    | Terra rossa | F     | Ons Jabeur (9)                 | 7       | 6–2, 6–2         |
| 29 | Open di Francia                   | 23 maggio 2022   | Terra rossa | 1T    | Lesja Curenko (Q)              | 119     | 6–2, 6–0         |
| 30 | Open di Francia                   | 23 maggio 2022   | Terra rossa | 2T    | Alison Riske                   | 43      | 6–0, 6–2         |
| 31 | Open di Francia                   | 23 maggio 2022   | Terra rossa | 3T    | Danka Kovinić                  | 95      | 6–3, 7–5         |
| 32 | Open di Francia                   | 23 maggio 2022   | Terra rossa | 4T    | Zheng Qinwen                   | 74      | 6(5)–7, 6–0, 6–2 |
| 33 | Open di Francia                   | 23 maggio 2022   | Terra rossa | QF    | Jessica Pegula (11)            | 11      | 6–3, 6–2         |
| 34 | Open di Francia                   | 23 maggio 2022   | Terra rossa | SF    | Dar'ja Kasatkina (20)          | 20      | 6–2, 6–1         |
| 35 | Open di Francia                   | 23 maggio 2022   | Terra rossa | F     | Cori Gauff (18)                | 23      | 6–1, 6–3         |
| 36 | Torneo di Wimbledon               | 27 giugno 2022   | Erba        | 1T    | Jana Fett (Q)                  | 252     | 6–0, 6–3         |
| 37 | Torneo di Wimbledon               | 27 giugno 2022   | Erba        | 2T    | Lesley Pattinama Kerkhove (LL) | 138     | 6–4, 4–6, 6–3    |
| -  | Torneo di Wimbledon               | 27 giugno 2022   | Erba        | 3T    | Alizé Cornet                   | 37      | 4–6, 2–6         |

- I tennisti di nazionalità bielorussa e russa a partire da aprile 2022 gareggiano senza bandiera a causa dell'inasprimento della Crisi russo-ucraina.